# 榊夏美
榊 夏美（さかき なつみ、6月26日 - ）は、日本の女性声優。東京都出身。ぷろだくしょんバオバブ所属。

## 人物
資格は普通自動車免許、全日本剣道連盟居合教士七段。
特技は歌（オペラ）、居合道。趣味は観劇、居合、歌うこと、読書。
語学は発音（音読）、英語、イタリア語、ドイツ語、フランス語、スペイン語。

## 出演

### テレビアニメ
- 吸血鬼すぐ死ぬ（2021年、オタ友人）
- 農民関連のスキルばっか上げてたら何故か強くなった。（2022年、おばさん）

### 吹き替え

#### 映画
- キスから始まるものがたり3（リンダ）
- クリスマス・ウォーズ（ルース・クリングル〈マリアンヌ・ジャン＝バプティスト〉）
- レッド・ワン（ゾーイ部下女[4]）

#### ドラマ
- ザ・ルーキー 40歳の新米ポリス!?2（マリア、法廷の女性 他）
- シカゴ・メッド（ジョアンヌ、ルーシー、ルディのママ、スー、シング、メグ・タッカー、ベス、ヒューズ、メアリー・コーコラン、アリス、ベア・シェパード、メリッサ、アーリーン・ベイカー、ベリンダ、ディーナ、シャーロット）
- 説得（クレイ夫人）
- ダーク・マテリアルズ/黄金の羅針盤（アリシア、ダイアン、シスターベティ）
- トランスプラント 戦場から来た救命医 シーズン2（アリソン）
- HAWAII FIVE-0（女性客、リンダ・カー、ダイアン）
- FIRES〜オーストラリアの黒い夏〜（マリタ、ジャッキー）
- フォーティチュード/極寒の殺人鬼3（アニー）
- ブルックリン・ナイン-ナイン シーズン7（ギャビー）
- ヘチ 王座への道（女使用人、尚宮、妓生）
- ボクらを見る目（シャロン）
- マンダロリアン（女農夫 他）
- ロング・ブライト・リバー

#### アニメ
- スピリットレンジャーズ〜森のお助け隊〜（マメ）
- 忍者ハットリくん
- プリンセス・ユニキャット（カニーター）
- ベイビーシャーク・ビッグ・ショー（グランマ・シャーク、ゴールディ 他）

### ボイスオーバー
- クィア・アイ シーズン5（テリ、女1）
- 古代の宇宙人12（アンナ・グローウィア）
- ジェフ・ゴールドブラムの世界探求（マリリン）
- ローマンのワンちゃんレスキュー（アリのママ）

### ラジオドラマ
- 報われなかった村人A、貴族に拾われて溺愛される上に、実は持っていた伝説級の神スキルも覚醒した（マーメイジ）

### 司会
- 全日本居合道大会
- 通信会社 オンラインセミナー

### その他コンテンツ
- 全日本剣道選手権大会（会場内アナウンス）
- 通信会社 株主総会（会計報告ナレーション）